# Ernst Heinrich Kneschke
Ernst Heinrich Kneschke (né le 27 août 1798 à Zittau et mort le 2 décembre 1869 à Leipzig) est un héraldiste, ophtalmologiste et écrivain saxon.

## Biographie
Ernst Heinrich Kneschke est le deuxième fils du directeur adjoint du lycée de Zittau et bibliothécaire de la bibliothèque municipale, Johann Gottfried Kneschke (de) (1766-1825), et de son épouse Juliana Therese, née Kühn (morteen 1802). Le 10 mai 1817 Kneschke s'inscrit à Leipzig. Après avoir terminé ses études, il obtient le 24 septembre 1828 le baccalauréat médical et le 29 octobre 1828 la licence (la qualification d'enseignement). En 1828, il obtient son doctorat en médecine à Leipzig, avec une thèse intitulée De hydrothorace. En 1829, il obtient son habilitation et continue à enseigner jusqu'à sa mort en décembre 1869.
Kneschke s'occupe à temps partiel d'histoire et de généalogie et est surtout connu pour le Neues allgemeines deutsches Adels-Lexicon en neuf volumes (Leipzig 1859-1870), qu'il publie, qui est une aide généalogique importante et voit plusieurs réimpressions. À l'occasion de sa mort, l'Université de Leipzig l'honore comme « autrefois un ophtalmologiste très estimé qui s'est ensuite tourné vers un travail plus encyclopédique et littéraire ».
Kneschke participe activement à la fondation et aux travaux de la Société pour l'histoire de Leipzig (de).
Dans le département des manuscrits de la bibliothèque universitaire de Leipzig (de), il y a des lettres de Kneschke dans divers legs.

## Famille
Kneschke est marié depuis le 5 janvier 1829, à Dresde avec Augusta Charlotta Kneschke (née le 11 août 1801 et morte le 10 juillet 1856) une fille de Christian August Pescheck (né le 29 décembre 1760 à Zittau et mort le 29 septembre 1833 à Dresde) et Christiane Caroline Pescheck née Kley, avec qui il est marié depuis le 27 mai 1793 en secondes noces.
Le mariage donne trois enfants : Thekla Therese Kneschke (née le 25 décembre 1830), Theodor Gustav Kneschke (né le 10 juillet 1832), commissaire de police de 1866 à Leipzig, et Julius Emil Kneschke (né le 4 novembre 1835).

## Œuvres (sélection)
- Deutsche Grafen-Haeuser der Gegenwart in heraldischer, historischer und genealogischer Beziehung.
  - Band 1: A–K. T.O. Weigel, Leipzig 1852 (Volltext)
  - Band 2: L–Z. T.O. Weigel, Leipzig 1853 (Volltext)
  - Band 3: A–Z. T.O. Weigel, Leipzig 1854 (Volltext)
- Die Wappen der deutschen freiherrlichen und adeligen Familien in genauer, vollständiger und allgemein verständlicher Beschreibung. Mit geschichtlichen und urkundlichen Nachweisen.
  - Band 1. T.O. Weigel, Leipzig 1855 (Volltext).
  - Band 2. T.O. Weigel, Leipzig 1855 (Volltext).
  - Band 3. T.O. Weigel, Leipzig 1856 (Volltext).
  - Band 4. T.O. Weigel, Leipzig 1857 (Volltext).
- (Hrsg.): Neues allgemeines deutsches Adels-Lexicon. Neun Bände. Friedrich Voigt, Leipzig 1859–1870.